# 244 Sita
A 244 Sita a Naprendszer kisbolygóövében található aszteroida. Johann Palisa fedezte fel 1884. október 14-én.